# بطولة كاريوكا 2002
بطولة كاريوكا 2002 هو موسم من بطولة كاريوكا. فاز فيه نادي فلومينينسي.